# De Hoven (Dordrecht)
De Hoven is een buurt en villawijk aan de zuidoostrand van de gemeente Dordrecht, in de Nederlandse provincie Zuid-Holland. De buurt werd gebouwd in de periode 2004-2009. De wijk is gelegen ten zuiden van de jaren 80-wijk Stadspolders. De grenzen worden gevormd door de Noordendijk (noord), de Zuidendijk (oost), de Provincialeweg (zuid) en de Oudendijk (west).
De wijk bestaat uit twee delen:
- Villapark De Hoven, bestaande uit 280 woningen waarvan de helft vrijstaand.
- Landgoed De Hoven, bestaande uit 3 appartementscomplexen en twee zogeheten koetshuizen (grote villa's), gelegen op een eiland in het Park de Hoven, dat zich ten oosten van deze wijk bevindt en in 2005 werd aangelegd.

De straten van deze wijk, langs de Hovenlaan gelegen, zijn naar adellijke geslachten vernoemd. Voorbeelden van straatnamen in De Hoven zijn Romanovhof en Liechtensteinhof.
De Hoven is gelegen nabij de Hollandse Biesbosch, een natuurgebied waar veel Dordtenaren recreëren, bijvoorbeeld op de fiets. Ook bevindt zich in de buurt (Kop van 't Land) het veer naar Werkendam in de provincie Noord-Brabant.